# Дитмаршенский диалект
Дитмаршенский диалект (нем. Dithmarsch) — немецкий диалект региона и района Дитмаршен на северо-западе земли Шлезвиг-Гольштейн. Диалект распространён в границах региона, охватывая деревни и города между Северным морем, реками Айдер, Эльба и Кильским каналом. Принадлежит к северонижнесаксонским диалектам нижненемецкого языка, в традиционной диалектологии рассматривается как один из гольштейнских диалектов.
В начале Высокого Средневековья в Дитмаршене расселялись фризы, которые довольно скоро смешались с местным населением и сменили свой язык на нижнесаксонский. И всё же многие слова и формы древнефризского языка остались в дитмаршенском диалекте. На этот факт указывал, среди прочих, известный фризский поэт и писатель Элтсье Хиддес Хальбертсма. Такие нижнесаксонские диалекты, которые подверглись влиянию фризского языка, были классифицированы нидерландским учёным Йоханом Винклером как фризо-саксонские. В последующие десятилетия этот термин был принят на вооружение некоторыми последователями Винклера.